# Miejska Wola (Ostróda)
Miejska Wola (deutsch Steinfließ) ist ein kleiner Ort in der polnischen Woiwodschaft Ermland-Masuren und gehört zur Gmina Ostróda (Landgemeinde Osterode in Ostpreußen) im Powiat Ostródzki (Kreis Osterode in Ostpreußen).

## Geographische Lage
Miejska Wola liegt im südlichen Westen der Woiwodschaft Ermland-Masuren, 16 Kilometer südlich der Kreisstadt Ostróda (deutsch Osterode in Ostpreußen).

## Geschichte
Der vor 1785 Miesczka Wola, nach 1785 Steinflies genannte kleine Ort wurde 1874 in den neu errichteten Amtsbezirk Steffenswalde im Kreis Osterode in Ostpreußen aufgenommen, und war dort mit den Gutsbezirken A und B vertreten. 1895 zählte der Ort 55 Einwohner. Am 26. Februar 1900 schlossen sich die Gutsbezirke Steinfließ A und B mit dem Nachbargutsbezirk Döhlau (polnisch Dylewo) zur Landgemeinde Döhlau zusammen.
In Kriegsfolge kam Döhlau 1945 mit dem Ortsteil Steinfließ innerhalb des gesamten südlichen Ostpreußen zu Polen. Der kleine Ort erhielt die polnische Namensform „Miejska Wola“ und ist heute in die Gmina Ostróda (Landgemeinde Osterode in Ostpreußen) im Powiat Ostródzki (Kreis Osterode in Ostpreußen) eingegliedert, bis 1998 der Woiwodschaft Olsztyn, seither der Woiwodschaft Ermland-Masuren mit Sitz in Olsztyn (Allenstein) zugehörig.

## Kirche
Bis 1945 war Steinfließ in die evangelische Kirche Döhlau in der Kirchenprovinz Ostpreußen der Kirche der Altpreußischen Union, außerdem in die römisch-katholische Kirche der Stadt Gilgenburg (polnisch Dąbrówno) im Bistum Ermland eingepfarrt.
Heute gehört Miejska Wola evangelischerseits zur Kirche Ostróda in der Diözese Masuren der Evangelisch-Augsburgischen Kirche in Polen sowie katholischerseits zur Kirche Dylewo, einer Filialkirche von Szczepankowo (Steffenswalde), im jetzigen Erzbistum Ermland.

## Verkehr
Miejska Wola liegt an einer untergeordneten Nebenstraße, die von Szczepankowo aus in den Park Krajobrazowy Wzgórz Dylewskich (Landschaftsschutzpark Kernsdorfer Höhen) führt. Ein Bahnanschluss existiert nicht.